# Marszałki (Opole)
Pour les articles homonymes, voir Marszałki.
Marszałki est une localité polonaise de la voïvodie et du powiat d'Opole.